# Ugo Barbuti
Ugo Barbuti (Pisa, 1914 – Firenze, 1978) è stato un matematico italiano.

## Biografia
Professore universitario in più atenei, fece parte della scuola matematica pisana guidata nel suo rinnovamento da Alessandro Faedo, poi presidente del Consiglio Nazionale delle Ricerche.

Ebbe come riferimento, collaborandovi a lungo, il coetaneo Federico Cafiero, morto due anni dopo di lui, nel 1980.
Barbuti iniziò la carriera universitaria a Pisa, sua città natale, la continuò a Catania, Trieste e Modena. Terminò il suo insegnamento alla facoltà d'Ingegneria dell'Università di Firenze. Si era specializzato in Calcolo numerico e Analisi matematica.